# Juan Caride
Juan Caride Grandal (ur. 13 grudnia 1965 w Vigo)) – hiszpański zapaśnik walczący w stylu wolnym. Olimpijczyk z Seulu 1988, gdzie zajął 25. miejsce w wadze lekkiej. 
Zajął siedemnaste miejsce na mistrzostwach Europy w 1988 roku.

## Letnie Igrzyska Olimpijskie 1988
| Konkurencja      | Rundy eliminacyjne    | Rundy eliminacyjne     | Klas. końcowa |
| Konkurencja      | Przeciwnik I          | Przeciwnik II          | Miejsce       |
| ---------------- | --------------------- | ---------------------- | ------------- |
| 68 kg styl wolny | Jukka Rauhala (FIN) P | Arsen Fadzajew (URS) P | 25.           |